# Sân bay Komatsu
Sân bay Komatsu (小松飛行場 Komatsu Hikōjō) (IATA: KMQ, ICAO: RJNK) là một sân bay nằm cách Trạm Komatsu  4,2 km (2,6 mi), về phía tây tây nam, thành phố Komatsu, tỉnh Ishikawa, Nhật Bản. Đây là sân bay lớn nhất ở vùng Hokuriku và là sân bay chính của phần lớn khu vực phía nam của tỉnh Ishikawa bao gồm cả thủ phủ Kanazawa (với mã thành phố IATA là QKW) và phần phía bắc thành phố Fukui.